# イラン大統領選挙 (2009年)
2009年イラン大統領選挙はイランにおける10回目の大統領選挙で、2009年6月12日に行われた。

## 承認された候補者
改革派
- メフディー・キャッルービー - 闘うウラマー集団所属
- ミール・ホセイン・ムーサヴィー - 無所属

保守派
- マフムード・アフマディーネジャード（現職　第6代大統領） - イスラーム技術者集団所属
- モフセン・レザーイー - 無所属

## 撤退した候補者
- モハンマド・ハータミー（第5代大統領）

## 経緯
- 2008年10月 - メフディー・キャッルービーが出馬表明。
- 2009年2月8日 - モハンマド・ハータミーが出馬表明。
- 2009年3月10日 - ミール・ホセイン・ムーサヴィーが出馬表明。
- 2009年3月16日 - ムーサヴィーの出馬を受け、ハータミーが改革派の票が割れるのを防ぐため出馬を撤回。
- 2009年4月11日 - 改革派政党「イスラーム・イラン参加戦線」（IIPF)、「イスラーム革命モジャーヘディーン機構」（MIRO）がムーサヴィー支持を表明。[1][2]
- 2009年4月12日 - 改革派政党「闘うウラマー集団」ならびに改革派の有力な聖職者達がムーサヴィー支持を表明。[3]
- 2009年4月15日 - 改革派政党「ハンバースデーギー」がムーサヴィー支持を表明。[4]
- 2009年5月8日 - モフセン・レザーイーが出馬。
- 2009年5月9日 - 立候補届出締め切り。
- 2009年5月20日 - 監督者評議会が立候補者のうち、アフマディーネジャード、ムーサヴィー、キャッルービー、レザーイーを承認。
- 2009年6月13日 - アフマディーネジャードが当選。

## 選挙戦
2009年6月3日、アフマディーネジャードとムーサヴィーの討論会が開かれ、そこでは互いを呼び捨てにするなど、一時間半にわたって互いになじりあう泥仕合を展開した。こうしたことはイスラム体制下のイランでは異例だった。
組織力で劣るとされる改革派のムーサヴィー陣営は、電子メールやソーシャル・ネットワーキング・サービスなどを通じてムーサヴィーへの投票を呼びかけていた。こうしたことからムーサヴィーが若者を中心に急速に支持を拡大していたとされたが及ばなかった。
選挙戦の結果はこれまで政治に無関心だった若年者などの浮動票層が左右すると見られていた。アフマディーネジャードは組織力で勝っており、イスラム革命防衛隊などの組織の票固めを進めた。また、アフマディーネジャードは低所得者層の支持が厚い。これに対し、ムーサヴィーがどれだけ浮動票を取り込めるかが選挙の結果を決定付けると見られていた。しかし、結果はアフマディーネジャードの組織票の前にムーサヴィーは及ばなかった。
ただし、ムーサヴィー陣営は投票用紙の不足など選挙に問題があったとして内務省に抗議したとしており、混乱が生じる可能性が残っている。

## 世論調査
保守派、改革派のメディアがそれぞれ独自に世論調査を行っていたが、結果にはばらつきが見られる。
| 調査元                                          | 月日                                  | 調査先             | 候補者                             | 候補者                     | 候補者                         | 候補者               |
| 調査元                                          | 月日                                  | 調査先             | マフムード・アフマディーネジャード | メフディー・キャッルービー | ミール・ホセイン・ムーサヴィー | モフセン・レザーイー |
| ----------------------------------------------- | ------------------------------------- | ------------------ | ---------------------------------- | -------------------------- | ------------------------------ | -------------------- |
| アレフ                                          | 2009年6月8日以前                      | 主要都市           | 61.7                               | 不明                       | 28                             | 不明                 |
| アレフ                                          | 2009年6月8日以前                      | テヘラン           | 42                                 | 不明                       | 46                             | 不明                 |
| IRIB                                            | 2009年6月7日以前                      | テヘラン           | 47.5                               | 不明                       | 39.9                           | 不明                 |
| IRIB                                            | 2009年6月7日以前                      | 主要都市の160000人 | 62.7                               | 不明                       | 25.7                           | 不明                 |
| ルーズ・オンライン                              | 2009年6月9日以前                      | 7900人             | 23%                                | 未発表                     | 54%から57%                     | 未発表               |
| バーズネヴィース                                | 2009年6月6日以前                      | 16945人            | 22.5% (2802票)                     | 7.5% (934票)               | 64% (7971票)                   | 4% (498票)           |
| ラーフボルデ・ダーネシュ                        | 2009年6月9日以前                      | 1743人             | 25.5%                              | 6.1%                       | 37.6%                          | 30.8%                |
| ラーイェ・メッラト                              | 2009年6月6日以前                      | テヘラン           | 32.83%                             | 9.8%                       | 50.05%                         | 5.98%                |
| ガラムニュース                                  | 2009年6月6日以前                      | 1650人             | 35%                                | 不明                       | 54%                            | 不明                 |
| ラジャーニュース/Press TV                       | 2009年6月1日以前                      | 主要都市           | 53%                                | 不明                       | 36%                            | 不明                 |
| タブナク                                        | 2009年5月31日以前 Iranian: 1388-03-10 | 不明               | 62%                                | 7%                         | 28%                            | 4%                   |
| ラーイェ・メッラト                              | 2009年5月27日以前 Iranian: 1388-03-06 | テヘラン           | 36%                                | 9%                         | 48%                            | 5%                   |
| ヤング・ジャーナリスト・クラブ(IRIB affiliated) | 2009年5月30日                         | 全国、30000人      | 1位                                | 2位                        | 3位                            | 4位                  |
| アーヤンデ・ニュース                            | 2009年5月26日以前                     | 10の主要都市       | 34%                                | 不明                       | 38%                            | 不明                 |
| IRIB                                            | 2009年5月26日以前                     | テヘラン           | 43%                                | 不明                       | 47%                            | 不明                 |
| ラーイェ・メッラト                              | 2009年5月14日 Iranian: 1388-02-24     | テヘラン           | 42%                                | 6%                         | 44%                            | 4%                   |
| エテマーデ・メッリー                            | 2009年5月13日以前                     | 全国               | 1位                                | 2位                        | 3位                            | 4位                  |
| ラジャーニュース/Press TV                       | 2009年5月3日 - 5月4日                 | 62の都市           | 59%                                | 不明                       | 22%                            | 不明                 |
| 政府                                            | 2009年5月3日以前                      | 不明               | 54% (テヘランで45%)                | 不明                       | 22% (テヘランで29%)            | 不明                 |
| 労働者の統計学会                                | 2009年3月末                           | 全国の労働者       | 36%                                | 8%                         | 52%                            | 不明                 |

## 選挙についての予測
オーストリアの新聞「Der Standard」によると、匿名のアナリストの話では、アフマディーネジャードが劣勢に立たされており、投票率が60％を越えれば、アフマディーネジャードが再選することはできないと主張している。
2009年5月26日、イランの元内務大臣アブドゥルハヘド・ムーサヴィーは、ミール・ホセイン・ムーサヴィーの地滑り的勝利を予測した。アブドゥルハヘド・ムーサヴィーは、60%以上の人間がアフマディーネジャードに投票しないと述べている。
2009年5月22日、メフディー・キャッルービーの選挙マネージャーであるゴラーム・ホセイン・カールバースチーは、投票率が高ければアフマディーネジャードは敗北すると述べた。「3200万人以上が投票するならば、アフマディーネジャードが勝たない可能性は65％以上だ。しかし、2700万人以下しか投票しないならば、変化の可能性は35％未満だ」と述べた。これは、2005年の大統領選挙でハータミー政権の改革失敗により政治的無関心を有権者に起こさせた結果、アフマディーネジャードの当選を許したという事実があり、もし2009年の選挙でも有権者の政治的無関心が続いていれば、イスラム革命防衛隊など大きな票田を持ち、組織力で大きく勝る保守派のアフマディーネジャードの再選を許すことになる、ということである。

## 波紋

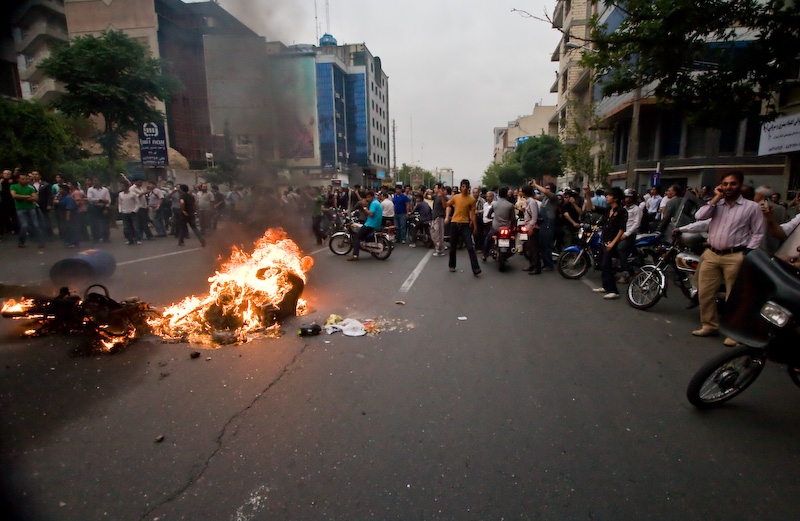
暴徒化したムーサヴィー支持者

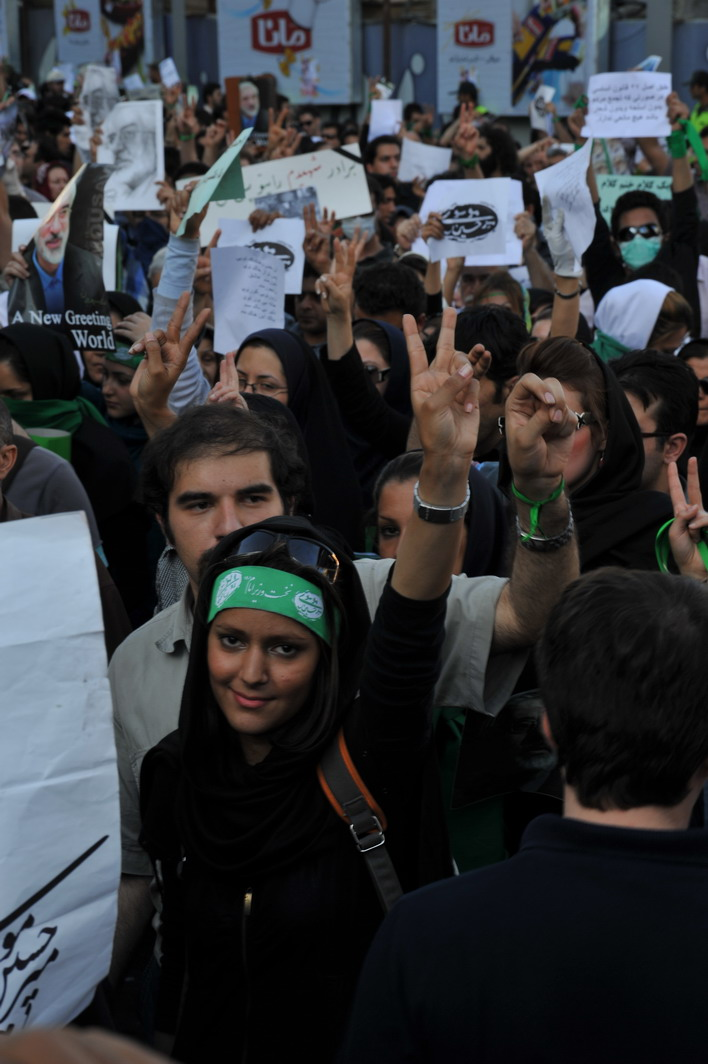
ピースサインを掲げながらデモを行う人々

アフマディーネジャードの当選が決まると、ムーサヴィー支持者は一斉に「不正選挙」と反発。一部では街頭デモで警官隊と衝突する騒ぎになった。ムーサヴィーは声明で、「選挙当日に多くの違反があった。私はこの国の将来を脅かす危険な流れの背後に隠れているものを明るみに出す」と結果を受け入れず、現政権との対決姿勢を露にしている。最高指導者アリー・ハーメネイーは「勝者以外の候補者の支持者も、選ばれた大統領を支えるように」と結果を受け入れるよう声明を発表した。
2009年6月14日、モハンマド・ハータミー前大統領の弟を含む100人以上の改革派が当局に拘束された模様である。
同日、ムーサヴィーは選挙結果承認権限を持つ監督者評議会に選挙結果を取り消すよう正式に要請した。
2009年6月15日、護憲評議会がムーサヴィーとモフセン・レザーイーによる異議申し立てを受理、10日以内に裁定を出すとした。
同日、テヘランで革命後最大規模の抗議デモが行われた。参加者は数十万人に膨れ上がり、ムーサヴィー本人も姿を見せた。また、デモ隊への発砲で1人が死亡した。こうした状況から「イラン革命前夜を思わせる」と述べた地元記者もいる。
2009年6月16日、イラン国営テレビは15日の抗議デモで軍施設襲撃を試みたデモ隊7人が死亡したと報じた。
また、15日には抗議デモが地方都市（シーラーズ、マシュハド、タブリーズ、ケルマーンシャー、エスファハーン）にまで拡大。暴動に発展した可能性もあるという。更に、大統領選挙で敗れた改革派の重鎮であるメフディー・キャッルービー元国会議長がムーサヴィーと共闘する旨の声明をウェブサイトに発表した。
6月16日、監督者評議会は票の再集計を行う方針を示した。
6月18日、治安部隊により殺害された犠牲者の追悼デモが行われた。参加者は数万人規模にのぼった。
6月19日に最高指導者アリー・ハーメネイーが金曜礼拝で演説し、選挙の正当性を述べ、また、抗議デモの停止を求めた。
6月20日に改革派支持者の一部がデモを強行。治安部隊と衝突した。また、ホメイニー廟で自爆テロが発生した。また、同日夜にはムーサヴィーが支持者の前に姿を現し、「私は殉教することを恐れていない。信じる道を突き進む」と語り、自らが逮捕されたときには全国で抗議のゼネラル・ストライキを行うよう呼びかけた。
当初はアフマディーネジャードのみに批判の矛先を向けていた改革派市民たちだが、6月20日に入ると、矛先は最高指導者アリー・ハーメネイーにも向き始め、「ハーメネイーに死を！」と公然と叫ぶようになった。最高指導者への批判は、本来なら即逮捕になるものだという。
また、「ネダー」という26歳の女性がイスラム革命防衛隊の民兵組織バスィージに所属しているとされる人間によって撃たれ死亡するまでの一部始終がインターネットの動画サイトに掲載され、大きな反響を呼んでいる。しかし、当初民兵によるものと思われていたこの事件に関して駐メキシコ大使モハマド・ハッサン・ガディリは「映像ではネダさんは胸を撃たれたように見えるが、銃弾は頭部から見つかり、しかもイランでは使われていない種類の銃弾だった」と述べ、「ネダの死は極めて不自然だ。ネダさんが背後から、何台ものカメラの前で、それほど大規模なデモが行われていたわけでもない場所で、どうやって撃たれたのか疑問がわく」と公式に疑問を呈している。その上で、CIAなど海外の諜報機関やテロリストによる関与を指摘した。
6月22日にはイラン皇帝モハンマド・レザー・シャーの長子であるクロシュ・レザー・パフラヴィー元皇太子が全米記者クラブで講演し、イラン上層部から入手した情報として、治安要員が私服に着替えて抗議デモに参加していると述べ、治安部隊や革命防衛隊の内部が瓦解しつつあるとの見方を示した。また、現在のイランを「沈没しつつあるタイタニック号」と述べ、既に現体制は高まる民主化要求に耐えられないとの見方を示した。

## 不正疑惑
イラン国営テレビの選挙速報において、6月12日午前9時47分の段階でモフセン・レザーイーが633,048票を獲得していると表示されていたが、13時53分の段階で587,913票と表示されていた。
また、投票所の開票所責任者がムーサヴィー支持者が多い地区で投票用紙が不足し、内務省に発注したが届かなかったと証言している。投票用紙については、監督者評議会は当初5300万枚印刷するよう指示されていたが、実際に印刷されたのは3900万枚のみで、残りの分は行方不明になったと主張している。
また、国際ジャーナリスト組織「国境なき記者団」は6月14日、イラン当局による検閲や報道関係者の取り締まりを理由に、各国は選挙結果を承認すべきではないとする声明を出した。 国境なき記者団は同日までに、記者4人が当局に逮捕されたことを確認。さらに10人が行方不明になっていると言われる。12日に実施された大統領選では中立的な組織による監視が認められず、外国人記者は選挙結果に抗議するデモの取材を阻止された。インターネット上では、当局が英BBCど外国のニュースサイトや、反大統領派のサイト、ソーシャル・ネットワーキング・サービス（SNS）へのアクセスを遮断している。また、首都テヘランからはCNNのプロデューサー、ロイター通信の記者らが警官に殴られたケースが報告されている。
英紙デイリー・テレグラフはイラン内務省から流出した情報として、ムーサヴィーが1910万票、アフマディーネジャードが570万票だったと伝えた。
また、そもそも手作業なのに5時間で2500万票も数えられるのかという疑問の声があがっているが、投票結果の翌日発表は予定通りで、これまでの大統領選挙と同じである。